# Нурмагамбетов, Тынымбай
Тынымбай Нурмагамбетович Нурмагамбетов (каз. Тынымбай Нұрмағамбетов; род. 10 июня 1945, село   Косуйенки  , Жанакорганский район, Кызылординская область, КазССР, СССР) — советский и казахский писатель, драматург, сценарист. Лауреат Государственной премии Республики Казахстан в области литературы и искусства имени Абая (2020), премии Казахского ПЕН-клуба (2000). Награждён высшим орденом «Отан» (2025).

## Биография
Тынымбай Нурмаганбетов родился в 1945 году в бывшем совхозе «Бирлик» Яныкурганского района Кызылординской области.
В 1968 году окончил филологический факультет Кызылординского педагогического института имени Н. В. Гоголя, а в 1980 году Высшие литературные курсы при Литературном институте имени М. Горького в Москве.
Автор около десяти книг, вышедших на казахском языке. Имеет произведения и в жанре драматургии.
В разное время книги автора печатались во всесоюзных издательствах «Советский писатель», «Молодая гвардия», «Детская литература».
Произведения писателя переведены на русский и некоторые другие языки.
На сценах республиканских театров с большим успехом идут ряд постановок автора. Пьеса «Воры» является одной из последних работ автора которые впервые переведены на русский язык.

## Произведения и сборники
- каз. «Қауын иісі» (1971)
- каз. «Қош бол, ата» (1972)
- каз. «Қарлығаштың ұясы» (1975)
- каз. «Ата қоныс» (1977)
- каз. «Тұнық су» (1980)
- «Там, где горел очаг» (1982)
- «Молодая гвардия» (1984)
- «Талисман» (1984)
- каз. «Бәйтеректер» (1987)
- каз. «Туған ауыл түтіні» (1986)
- каз. «Балалық шақтың әуендері» (1995)
- каз. «Таңдамалы» (1997)
- каз. «Бөрібайдың тымағын ит алып қашқан қыс» (1997)
- каз. «Айқай» (2001)

### Сценарист
- каз. «Табалдырығыңа табын»
- каз. «Жоғалған көл»
- каз. «Кемпірлер үкімі»
- каз. «Ескі үймен қоштасу»
- каз. «Тырналар ұшып барады»

## Награды и звания
- 1979 — Лауреат Всесоюзной молодежной премии имени М. Горького за сборник рассказов «Запах дыни» (Москва)
- 2000 — Лауреат премии Казахского ПЕН-клуба
- 2006 — Орден Курмет — за значительный вклад в отечественную литературу и общественную активность.
- 2018 — Государственная стипендия Республики Казахстан в области литературы и искусства[3][4]
- Почётный гражданин Жанакорганского района Кызылординской области и др награды.
- 2020 (8 декабря) — Государственная премия Республики Казахстан в области литературы и искусства имени Абая за сборник прозаических произведений «Періштелердің өлімі».[5]
- 2025 (11 июля) — Орден «Отан» один из высших орденов Республики Казахстан — за выдающийся вклад в развитие отечественной литературы, сохранение духовных ценностей и продвижение казахской культуры и в связи с 80-летием со дня рождения;[6][7]